# رامون إدواردو رويز
رامون إدواردو رويز (بالإنجليزية: Ramón Eduardo Ruiz)‏ هو كاتب ومؤرخ أمريكي، ولد في 9 سبتمبر 1921، وتوفي في 6 يوليو 2010.